# Mably
 Mably  es una población y comuna francesa, situada en la región de Ródano-Alpes, departamento de Loira, en el distrito de Roanne y cantón de Roanne-Nord.

## Demografía
| 5056 | 5301 | 6548 | 7945 | 8291 | 7624 |
| Para los censos de 1962 a 1999 la población legal corresponde a la población sin duplicidades (Fuente: INSEE [Consultar]) |      |      |      |      |      |